# Haapasaari (ö i Viitasaari, Kirkkosalmi)
Haapasaari är en ö i sjön Keitele i Finland.   Den ligger i kommunen Viitasaari  i den ekonomiska regionen  Saarijärvi-Viitasaari och landskapet Mellersta Finland, i den centrala delen av landet, 300 km norr om huvudstaden Helsingfors.